# Lincoln Ellsworth
Lincoln Ellsworth (1880. május 12. – 1951. május 26.) amerikai sarki felfedező és az Amerikai Természettudományi Múzeum egyik fő támogatója.

## Élete
1880. május 12-én született James Ellsworth és Eva Frances Butler gyermekeként Chicagóban, Illinois államban. Gyerekként az Ohio állambeli Hudsonban is élt. A Columbia Egyetemen végzett.
1926 márciusának elején, az "Across the Pole by Dirigible" cím alatt a New York Times bejelentette az Amundsen-Ellsworth Expedíciót. Ellsworth elkísérte Amundsent a második próbálkozásában, hogy átrepüljön az északi-sark fölött. Május 12-én meglátták az északi-sarkot.
Ellsworth négy expedíciót vezetett az Antarktiszra 1933 és 1939 között.
1935. november 23-án Ellsworth felfedezte az Antarktiszon az Ellsworth-hegységet, amikor az Antarktiszon repült át a Dundee-szigetről a Ross-selfpolcra. Beszédes nevet adott a Sentinel-hegységnek, amelyet később az Ellsworth-hegység északi felének neveztek el. A repülés során elfogyott repülőgépéből az üzemanyag, így kényszerleszállást kellett végrehajtania a Richard Byrd által létrehozott Little America tábor közelében. A hibás rádió miatt ő és pilótája, Herbert Hollick-Kenyon nem tudták értesíteni a hatóságokat a kényszerleszállásról. A két férfit eltűntnek nyilvánították, és a brit Discovery kutatóhajót küldték megkeresésükre. A két embert 1936. január 16-án találták meg, majdnem két hónap után egyedül a Little America táborban. Április 6-án tértek vissza New York Citybe.
Az Ellsworth-föld, az Ellsworth-hegy és az Ellsworth-tó mind róla lett elnevezve.
1951. május 26-án hunyt el New York-ban.

## Magyarul megjelent művei
- Roald Amundsen–Lincoln Ellsworth: Az Északi Sark meghódítása; magyar kiad. sajtó alá rend. Cholnoky Jenő; Pantheon, Bp., 1926

## Fordítás
- Ez a szócikk részben vagy egészben  a   Lincoln Ellsworth című angol Wikipédia-szócikk ezen változatának fordításán alapul.  Az eredeti cikk szerkesztőit annak laptörténete sorolja fel. Ez a jelzés csupán a megfogalmazás eredetét és a szerzői jogokat jelzi, nem szolgál a cikkben szereplő információk forrásmegjelöléseként.